# Svetozar Ćorović
Svetozar Ćorović (Mostar, 29. svibnja 1875. – Mostar, 17. travnja 1919.), bosanskohercegovački književnik i kulturni djelatnik srpskog podrijetla.

## Životopis
Predstavlja jednu od najmarkantnijih ličnosti mostarskog omladinskog pokreta onog vremena. U Mostaru je završio osnovnu i trgovačku školu. Iako skromnog obrazovanja, brzo je izrastao u eminentnog bosanskohercegovačkog kulturnog i javnog radnika i proznog pisca, koji će danonoćno pisati crtice, pripovijetke, romane i drame i u njima faktografski vjerno slikati život u Hercegovini i ljude svih staleža, vjera i narodnosti.  Njegova djela nadahnuta su Mostarom i Hercegovinom. Njegovi junaci su obični i mali i veliki ljudi, obični i gazde, zanatlije, vojnici i svećenici.
Sa suvremenicima, Aleksom Šantićem i Jovanom Dučićem, činio je nadaleko poznatu mostarsku književnu i kulturnu trojku.
Ćorović je registrator posljedica velikih i burnih događaja što su se desila krajem 19. i početkom 20. stoljeća. U njegovim djelima živa su sjećanja na hercegovački ustanak 1882., nacionalno-kulturni pokret mostarske omladine krajem 90-ih godina 19. stoljeća, aneksiju Bosne i Hercegovine 1908., Balkanske ratove 1912. i početak Prvog svjetskog rata 1914. Sva ona data su minorno i malim osobnim spoznajama.
Od 1887. objavljivao je radove u mnogim listovima i časopisima: Golub, Neven, Bosanska vila, Luča, Otadžbina, Zora, i Brankovo kolo. Bio je aktivan član mostarskog društva "Gusle". I na drugim književno-kulturnim poljima bio je aktivan. Za vrijeme aneksione krize 1908. izbjegao je u Italiju. Godine 1910. izabran je za poslanika u Bosanskom saboru. Po izbijanju rata 1914. uhićen je, odveden u taoce, potom mobiliziran i kao vojnik poslan u Mađarsku. Teško bolestan, vratio se u Mostar 1917. 
Objavio je desetak knjiga pripovjedaka, skoro isto toliko romana i nekoliko drama. Od pojedinačnih djela izdvajaju se romani Majčina sultanija (1906.) s neobičnim likom palanačke kaćiperke u središtu, Stojan Mutikaša (1907.), gdje je ispričana povijest čovjeka koji od siromašnog seoskog dječaka postaje velik trgovac, zelenaš i poganac, te Jarani (1911.), u kojima je prikazan bošnjački živalj Hercegovine u nemirna vremena uoči prestanka osmanske vlasti. Ćorović je vješt pripovjedač, piše lako i brzo, njegovo je pripovijedanje jednostavno i prirodno, kompozicija spretna, kako u kratkim tako i u dužim formama, motivi dobro odabrani, radnja sigurno vođena.
Ćorović je preminuo u rodnom gradu 17. travnja 1919. godine. Od 1997. godine u okviru Ćorovićevih susreta pisaca u Bileći, dodjeljuje se Nagrada Svetozar Ćorović za najbolju knjigu proze na srpskom jeziku u Bosni i Hercegovini i Srbiji. 

## Djela
- Poletarke (1894.)
- Krvni mir (1897.)
- Razoreno gnijezdo (1898.)
- Iz moje domovine (1898.)
- Ženidba P. Karantana (1905.)
- Majčina sultanija (1906.)
- Stojan Mutikaša (1907.)
- Moji poznanici (1909.)
- U časovima odmora (4 knjige) (1910.)
- Zulumćar (1911.)
- Komšije (1912.)
- Jarani (1913.)
- U ćelijama (1913.)
- Ajša (?)
- Brđani (1919.)
- Među svojima (1921.)

## Vanjske povezice
- Jovan Skerlić, Istorija nove srpske književnosti / History of Modern Serbian Literature (Belgrade, 1921) pp. 405–406